# Johann Böhm (Chemiker)
Johann Böhm, auch Johannes, Hans, Jan,  (* 20. Januar 1895 in Budweis, Österreich-Ungarn; † 27. November 1952 in Prag, Tschechoslowakei) war ein deutschböhmischer Chemiker. Er besaß seit 1935 die tschechoslowakische Staatsbürgerschaft.

## Leben
Böhm absolvierte die Prager Technische Hochschule, arbeitete mit Fritz Haber am Kaiser-Wilhelm-Institut für physikalische Chemie und Elektrochemie in Berlin bis 1926, führte dann im Sommer 1926 mit dem späteren Nobelpreisträger György Hevesy, zu jener Zeit Professor an der Universität Freiburg i. Br, eine Reihe von röntgenspektroskopischen Experimenten durch und promovierte 1928 mit dem Thema Röntgenographische Untersuchung der mikrokristallinen Eisenhydroxydminerale, blieb danach in Freiburg und habilitierte sich dort 1931, wo er als „Dr. Johann Böhm,  Prof. extraord. (physikalische Chemie)“  noch im Jahr 1935 im „Vorlesungsverzeichnis nebst Personalverzeichnis“ als „Außerplanmäßiger außerordentlicher Professor“ und Assistent am Physikalisch-chemischen Institut geführt wurde. Wegen seiner demokratischen Gesinnung wurde Böhm nach der Machtübernahme der Nationalsozialisten mit zunehmenden Schwierigkeiten konfrontiert. György Hevesy ersuchte deshalb Jaroslav Heyrovský um Unterstützung bei der Vermittlung einer Stelle für Böhm an einer Prager Hochschule. Heyrovský und Václav Dolejšek setzten sich daraufhin in dieser Angelegenheit bei der tschechoslowakischen Regierung ein.  1934 erhielt Böhm einen Ruf als Professor für physikalische Chemie an die Deutsche Universität in Prag, dem er am 1. Oktober 1935 folgte und zugleich die tschechoslowakische Staatsbürgerschaft erwarb.
Als Antifaschist, der während der deutschen Besetzung tschechischen Chemikern, etwa dem späteren Nobelpreisträger Jaroslav Heyrovský half, wurde er nach Kriegsende nicht wie die Masse der Deutschen vertrieben, und besonders durch Heyrovskýs Fürsprache entging er längerer Internierung. Er erhielt auch wieder die tschechoslowakische Staatsbürgerschaft und arbeitete am Forschungsinstitut für organische Synthese von Rybitví im Bezirk Pardubice, doch blieb ihm die Fortsetzung seiner akademischen Lehrtätigkeit verwehrt. Aus Gesundheitsgründen konnte oder wollte er später verschiedene Berufungen an tschechische Universitäten nicht mehr annehmen, wurde jedoch kurz vor seinem Tode noch zum Korrespondierenden Mitglied der Tschechoslowakischen Akademie der Wissenschaften ernannt.

## Forschung
Böhms hauptsächliches Forschungsgebiet war die Röntgen- und Kolloidchemie für kristalline Substanzen. Aufnahmen mit dem von Karl Weissenberg konstruierten und von Böhm weiterentwickelten, in der Kristallographie wesentlichen Winkelmessgerät, dem Weissenberg-Böhm-Röntgengoniometer tragen wie auch das Gerät selbst seinen Namen: „Die Symmetrie der WEISSENBERG-BÖHM-Aufnahmen des Äquators der hexagonalen Haupt-, Neben- und Zwischenachse…“  Böhms verbesserte Konstruktion, in der die Teile der Weissenbergschen Apparatur nun so angeordnet waren, dass die zylindrische Kamera in die Horizontale übertrug, wurde bei sämtlichen späteren Versionen der Apparatur beibehalten.
Nachdem lange die Meinung verbreitet war, der deutsche Geologe Johannes Böhm (1857–1938) sei der Namensgeber des Böhmits, herrscht jetzt die Meinung vor, der Physikochemiker Böhm sei dessen Entdecker  und der erste Beschreiber des Minerals, das er zunächst Bauxit nannte, das dann jedoch ihm zu Ehren vom französischen Mineralogen Jacques Cochon de Lapparent (1883–1948) in „Böhmit“ (englisch und französisch: „Boehmite“) umbenannt wurde.